# Cayo Valerio Flaco
Cayo o Gayo Valerio Flaco  fue un político y militar de la República romana.

## Familia y carrera política
Cayo era hermano de Lucio Valerio Flaco. Fue elegido praetor urbanus en 98 a. C. Gracias a su influencia en el Senado, Flaco logró aprobar una ley que concedía la ciudadanía romana a la población de Calliphana, en Velia.
En 93 a. C. Flaco fue elegido cónsul junto a Marco Herenio y después sucedió a Tito Didio en el gobierno proconsular de Hispania. Debido a la dureza con la que los anteriores gobernadores habían tratado a los celtíberos, estos se habían rebelado en la sede del Senado de la ciudad, debido a que los senadores habían rechazado instigar a la gente para que se rebelara.
Flaco tomó la población por sorpresa y asesinó a todos los que habían tomado parte en la quema del Senado, unos 20 000 locales.